# Liberga
Liberga je naselje v Občini Šmartno pri Litiji.